# Corydoras fulleri
Corydoras fulleri es una especie de pez siluriforme del género Corydoras, de la familia de los calíctidos. Habita en aguas cálidas del centro-oeste de América del Sur. Es comercializado como pez de acuario de agua dulce tropical.

## Taxonomía
Esta especie fue descrita originalmente en el año 2021 por los ictiólogos Luiz Fernando Caserta Tencatt, Sérgio dos Santos, Hans-Georg Evers y Marcelo Ribeiro De Britto.
Etimología
Etimológicamente el término genérico Corydoras viene del griego, en donde κόρυς (korus, kóry) es 'yelmo', 'coraza', 'casco', y δορά (doras) es 'piel'. Esto se justifica en la carencia de escamas y la presencia de escudos óseos a lo largo del cuerpo. El nombre específico fulleri es un epónimo que refiere al apellido de la persona a quien le fue dedicada, Ian A. M. Fuller, un entusiasta de estos peces, autor de varios artículos y libros sobre las especies de Corydoras y Corydoradinae en general.

### Historia y ubicación taxonómica
Este taxón había sido designado con los números de código C.115/C.116, resultado de la importación de lotes de ejemplares desde el Perú para el comercio de peces de acuario. Es una de las especies pertenecientes al linaje 1 del género Corydoras.

## Características
Corydoras fulleri destaca por poseer un hocico largo y un conjunto de rasgos característicos:
- rama del canal sensorial temporal en el esfenótico, que da lugar al canal supraorbitario, con dos poros;
- placa dentaria superior del arco branquial con tres series de dientes;
- área en la comisura de la boca, ventral a la barbilla maxilar, con un pequeño colgajo carnoso;
- dos manchas de tamaño moderado de color marrón oscuro o negro en la base de la aleta caudal, una en su porción lateral y otra en su porción dorsal, manchas variablemente difusas y/o fusionadas entre sí;
- ausencia de una franja de color marrón oscuro o negro que cruce transversalmente la órbita;
- una franja longitudinal marrón oscura o negra en la región posdorsal de la línea media del flanco, fusionada de forma variable con la mancha peduncular lateral, algunos especímenes con una delgada mancha, alargada longitudinalmente, de color marrón oscuro o negro, en la línea media del flanco, formando una marca en forma de raya, o una franja o mancha difusa parecida a una raya;
- región alrededor del origen de la aleta dorsal que generalmente carece de una mancha marrón oscura o negra, y si muestra una mancha esta es difusa.[1]

## Distribución geográfica y hábitat
Esta especie habita en cursos fluviales tropicales del centro-oeste de Sudamérica, siendo endémica del sudeste del Perú. Habita en dos tributarios del río Manuripe y en un afluente del río Madre de Dios, ambos cursos fluviales pertenecen a la hoya hidrográfica del río Madeira, uno de los más importantes colectores de la cuenca del Amazonas.